# Aigeus
Aigeus (Oudgrieks: Αἰγεύς) of Aegeus (gelatiniseerd) is een figuur uit de Griekse mythologie. Hij was de koning van Athene en de vader van de heros Theseus.

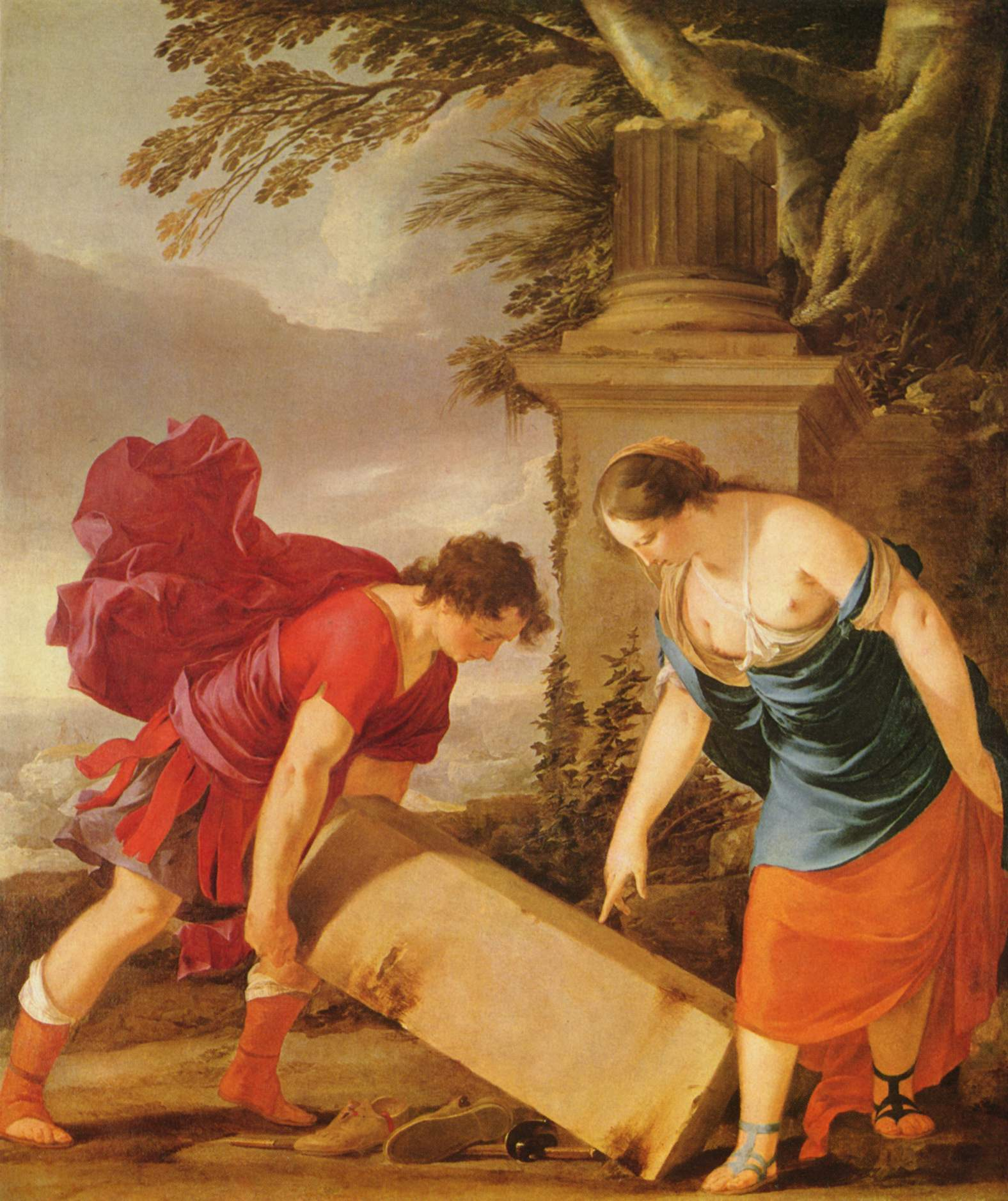
Op aanwijzing van Aithra tilt Theseus de steen op en vindt het zwaard en de sandalen. Schilderij van Laurent de la Hyre, ca. 1635-1640, Szépművészeti Múzeum, Boedapest

Hij was de oudste zoon van de uit Attica verdreven en naar Megara uitgeweken koning Pandion II en van Pylia uit Megara. Samen met zijn broers Pallas, Nisos, en Lykos veroverde hij Attica terug. Aigeus kreeg de stad Athene, maar de 50 zoons van Pallas (de Pallantiden) waren hem vijandig gezind en verachtten hem om zijn kinderloosheid.
Hij was betrokken bij de dood van Androgeos, zoon van koning Minos van Kreta, die als eerste de Panathenaeïsche Spelen won. Over diens dood zijn verschillende verhalen: ofwel werd hij gedood door enkele van de atleten die hun nederlaag zo wilden wreken, ofwel liet Aigeus hem uit de weg ruimen wegens zijn betrekkingen met de zonen van Pallas, ofwel stuurde hij hem naar de stier van Marathon, die hem doodde. Minos ondernam een strafexpeditie tegen Athene om Androgeos te wreken, waarna Athene als genoegdoening jaarlijks een offer van zeven jongens en zeven meisjes voor de Minotauros naar Kreta moest sturen.
Het huwelijk van Aigeus bleef kinderloos en daarom raadpleegde hij het Orakel van Delphi. Van het orakel kreeg hij het raadselachtige antwoord:
"Maak de uitstekende tuit van de wijnzak, allerbeste der manschappen,

niet open, voordat je in de stad Athene aankomt."
Aigeus begreep de betekenis (Drink niet voordat je in Athene aankomt, want dit zal je ondergang worden) niet en vroeg zijn vriend Pittheus, de koning van Troizen, om uitleg. Deze begreep dat het orakel een nakomeling aan Aigeus beloofde, die uiteindelijk diens ondergang zou worden, maar hoopte zelf op een beroemde kleinzoon. Daarom liet hij zijn dochter Aithra met hem slapen. Aigeus legde, toen hij na een paar dagen wegging, een zwaard en een paar sandalen onder een enorm rotsblok en zei tegen Aithra dat als ze een zoon zou krijgen, ze hem met deze voorwerpen naar Athene moest sturen. Aithra kreeg een zoon Theseus. Pittheus verspreidde het verhaal dat het een zoon van Poseidon was. Toen Theseus volwassen was, stuurde Aithra hem naar zijn vader in Athene.
Aigeus had inmiddels Medeia als vrouw, nadat hij haar tijdens een bezoek aan Korinthe een veilig heenkomen in Athene had beloofd (dit wordt o.a. verteld in de Medeia van Euripides). Met haar had Aigeus ook een tweede zoon, Medos. Toen Theseus in Athene aankwam, probeerde Medeia Theseus te vergiftigen, maar Aigeus verijdelde dat toen hij zijn zoon aan het zwaard herkende. Medeia en Medos werden daarop de stad uitgezet. Vervolgens hielp Theseus zijn vader, eerst door de 50 Pallantiden te doden, daarna door op Kreta de Minotaurus te doden. Jaarlijks moesten de Atheners namelijk kinderen sturen als offer voor het monster. De schepen die de kinderen brachten, droegen bij hun terugkeer als teken van rouw altijd zwarte zeilen. Theseus zou, als hij het monster gedood had, witte zeilen hijsen. Hij vergat dit echter. Daardoor dacht Aigeus dat zijn zoon dood was en gooide hij zich uit smart vanaf de rotskust in zee. Zo werd de dronkenschap waarin hij zijn zoon verwekt had hem inderdaad noodlottig. Daarom heet de zee tussen Griekenland en Klein-Azië sindsdien de Egeïsche Zee.

## Voetnoot
1. ↑  Plutarchus, Levens, Theseus, III,3; Apollodorus, III,15,6.